# Nogometni Klub Šmartno 1928
Il Nogometni Klub Šmartno 1928 è una società calcistica slovena con sede nella città di Šmartno ob Paki. Milita nella Druga liga, la seconda serie del campionato sloveno di calcio.

## Stadio
Il club gioca le gare casalinghe allo stadio Šmartno Stadium, che ha una capacità di 2000 posti a sedere.

## Palmarès

### Competizioni nazionali
- Tretja slovenska nogometna liga: 1

2009-2010
- 4.SNL: 1

2006-2007

### Altri piazzamenti
- Druga slovenska nogometna liga:

Secondo posto: 2000-2001
Terzo posto: 1999-2000